# Wołowa Góra
Der Wołowa Góra (deutsch Ochsenberg) ist einer der wenigen Berge über tausend Meter auf der polnischen Seite des Riesengebirges.

## Lage
Der Ochsenberg ist ein Nebengipfel des Kammsteigs und diesem ungefähr 1,4 km nördlich vorgelagert. Er befindet sich etwa 4 km östlich von Karpacz (deutsch Krummhübel) und knapp 3 km südsüdwestlich von Kowary (deutsch Schmiedeberg). Er ist einer der markantesten Gipfel im östlichen Teil des Riesengebirges und weithin gut erkennbar, da er quer zum Schmiedeberger Kamm in das Hirschberger Tal hineinragt.
Der Eindruck seiner Höhe wird noch dadurch verstärkt, dass er regelrecht aus dem Talboden gewachsen zu sein scheint, so übergangslos erhebt er sich mit einem Höhenunterschied von 600 Metern über Kowary und dessen Teilort Krzaczyną (deutsch Buschvorwerk).

### Nahegelegene Gipfel
|             | Łysa Góra | Kowarska Czuba |
| Izbica      | Kompass   | Rudnik         |
| Skalny Stół | Czoło     | Sulica         |

## Hydrologie
Am Osthang zwischen Kammsteig und Ochsenberg entspringt auf einer Seehöhe von etwa 960 Metern ein Bach mit dem polnischen Namen Piszczak (deutsch Jockelwasser).
Unterhalb der Quelle liegt das Kleine Loch (polnisch Mała Jama), eine Nivationsnische, die sich vermutlich während der letzten Eiszeit gebildet hat. Hierher findet auch das Wasser des Nord-Osthangs über den Bach Pluszcz (deutsch Freiwasser oder auch Höllenbach) den Weg und fließt in den Piszczak.
Am talseitigen Ende der Nische, etwa auf 540 Meter Höhe, beginnt die Piszczaka-Schlucht (polnisch Uroczysko wąwóz Piszczaka), in der das Wasser zwischen den Felswänden über ein paar kleine Kaskaden hinunterschießt, um seinen Weg weiter zur Jedlica (deutsch Iselbach bzw. Eglitz) zu nehmen. Das Waldgebiet, das sich von hier bis ins Tal erstreckt, wurde bereits im Jahr 1900 von den ortsansässigen Porzellanfabrikanten Gebrüder Pohl als Naturschutzgebiet eingerichtet und unter dem Namen „Pohlsche Schweiz“ der Öffentlichkeit zugänglich gemacht.
Der Westhang entwässert in die Malina (deutsch Forstlangwasser bzw. Hofgrund), die ebenfalls ein Zufluss der Jedlica ist. Alle genannten Gewässer gehören zum Flusssystem Oder – Ostsee.

## Geschichte
Der Bergbau in Schmiedeberg und am Ochsenberg hat eine lange Tradition und der Abbau von Eisenerz kann bis auf das Jahr 1355 zurückverfolgt werden. 1513 erhielt die Stadt das Bergregal, 1564 wurde das Erz im Auftrag des polnischen Königs Sigismund August geschürft, doch der Beginn des Dreißigjährigen Kriegs führte zum Zusammenbruch des Bergbaus und der Eisenverhüttung. Die nahegelegene, unterhalb des Tafelsteins zu dieser Zeit in großer Höhe angelegte Rodung Forstbauden ist ein Zeugnis der Kriegswirren.
Die beiden Weltkriege sorgten im 20. Jahrhundert für ein neuerliches Aufleben des Bergbaus, der zunächst den Abbau von Eisenerz wieder aufnahm. Ab den 1920er Jahren gewann dann die Schürfung von Uranerz zunehmend an Bedeutung und hatte während der Zugehörigkeit Polens zum Ostblock großen Einfluss auf die Entwicklung der Stadt. Am Fuß des Osthangs liegen die Stollen bedeutender Uran-Bergwerke:
- Die Grube Podgórze mit zwei Schächten von fast 600 Meter Tiefe war von 1952 bis 1958 in Betrieb. Danach wurde hier ein Radon-Inhalatorium eingerichtet, um mittels der medizinischen Radonbalneologie die Heilkraft des radioaktiven Elements zur Behandlung z. B. von Kreislauf- und Atemwegserkrankungen zu nutzen.
- Wolność (vormals Grube Bergfreiheit) – in dem Bergwerk mit dem Decknamen R1 waren während des Rüstungswettlaufs im Kalten Krieg 7.000 polnische Minenarbeiter beschäftigt.
- Sztolnie Kowary – dieses Bergwerk lieferte ab 1948 das Uran der ersten sowjetischen Atombomben. Heute ist es als Schaubergwerk ausgestaltet und ermöglicht einen Einblick in den Arbeitsalltag eines Grubenarbeiters. Außerdem werden verschiedene Ausstellungsstücke gezeigt, die mit dem Uranabbau im Zusammenhang stehen. Eine weitere Attraktion ist der Wallonen-Schatz, eine Sammlung von Edelsteinen, Mineralen und Erzen der „Sudetischen Wallonen-Bruderschaft“ (polnisch: Sudeckie Bractwo Walońskie).[2][3]

## Tourismus und Naturschutz
▬ Unterhalb des Gipfels führt am Westhang ein Wanderweg mit gelber Markierung zu den Forstbauden.

▬ Von den Forstbauden aus kann der Tabaksteig, einer grünen Markierung folgend, zu den Grenzbauden am Grenzpass genommen werden.

Der Ochsenberg liegt außerhalb des „Karkonoski Park Narodowy“ und obwohl es an den Hängen ein dichtes Netz von Wald- und Wanderwegen gibt, von denen in den letzten Jahren viele als Langlaufloipen ausgewiesen wurden, ist diese Gegend eine der abgelegensten Ecken im polnischen Riesengebirge und ein wichtiges Rückzugsgebiet für die Waldtiere.
Der Gipfel des Berges ist kaum bewaldet und wegen der guten Thermik, die sich hier ausbildet, ein bevorzugter Startplatz für Gleitschirmflieger und kann bequem zu Fuß vom Grenzpass (polnisch Przelêcz Okraj) aus in 30 Minuten über den Tabaksteig erreicht werden.